# Atik (filozof)
Atik (oko 175.), grčki filozof iz Atene koji je živio u rimsko doba.
U odnosu na Albina, koji je naginjao eklektizmu, mnogo ortodoksniji i eksplicitniji u promicanju vlastitih misaonih dostignuća. Pod, vjerojatno, jakim stoičkim utjecajem, oštro se protivio odricanju besmrtnosti, a naglašavao Božju imanentnost i samodostatnost vrline. 